# Jochen Partsch

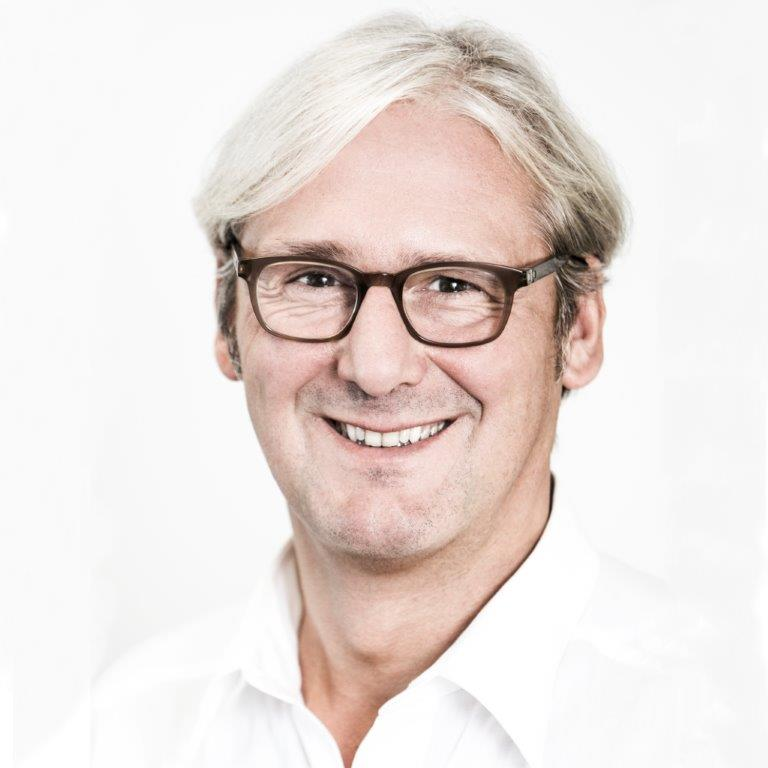
Jochen Partsch im Oktober 2017

Jochen Partsch (* 29. April 1962 in Hammelburg) ist ein deutscher Politiker der Partei Bündnis 90/Die Grünen und war vom 21. Juni 2011 bis zum 25. Juni 2023 Oberbürgermeister der Stadt Darmstadt. Von November 2006 bis Juni 2011 war er Sozialdezernent in Darmstadt. Bei der Oberbürgermeisterstichwahl am 10. April 2011 setzte er sich gegen Amtsinhaber Walter Hoffmann (SPD) durch. Er war somit der erste grüne Oberbürgermeister einer Großstadt in Hessen.

## Leben
Partsch machte 1981 am Frobenius-Gymnasium Hammelburg Abitur. Von 1982 bis 1989 studierte er Sozialwissenschaften an der Georg-August-Universität Göttingen und schloss als Diplom-Sozialwirt ab. Seinen Zivildienst leistete er während seines Studiums von 1985 bis 1986 an der Uniklinik Göttingen ab.
1990 verdingte sich Partsch zunächst als Fabrikarbeiter bei FAG Kugelfischer in Schweinfurt. Von 1991 bis 1994 arbeitete er im Marketing der Firma Taylorix in Stuttgart. Von 1995 bis 2004 war er Referent für lokale Beschäftigungsförderung bei der Landesarbeitsgemeinschaft Soziale Brennpunkte Hessen und von 2004 bis 2006 Dozent an der Hochschule Darmstadt für gemeinwesenorientierte Beschäftigungsförderung in benachteiligten Stadtteilen.
Seit 1994 ist Partsch mit der Grünen-Politikerin Daniela Wagner verheiratet.

## Partei
Partsch war 1983 Mitbegründer des Kreisverbandes der Grünen im Landkreis Bad Kissingen.

## Politik
Von 1997 bis 2006 saß Partsch für die Grünen in der Darmstädter Stadtverordnetenversammlung und war von 2003 bis 2006 Fraktionsvorsitzender. Von 2001 bis 2006 war er Vorsitzender des Ausschusses für Sozial- und Gesundheitswesen. Seit dem 15. November 2006 war er hauptamtlicher Stadtrat und Dezernent für Soziales, Jugend, Wohnen, Arbeitsmarktpolitik, Frauenpolitik und interkulturelle Angelegenheiten.
Bei der Stichwahl zum Oberbürgermeister am 10. April 2011 setzte sich Partsch mit 69,1 % der Stimmen gegen Amtsinhaber Walter Hoffmann durch. Er ist der erste grüne Oberbürgermeister einer Großstadt in Hessen und der erste Oberbürgermeister Darmstadts seit dem Zweiten Weltkrieg, der nicht der SPD angehört. Im Rahmen der Stadtverordnetenversammlung am 21. Juni 2011 im  Kongresszentrum darmstadtium wurde Partsch in sein Amt eingeführt.
Partsch war am 18. März 2012 Mitglied der 15. Bundesversammlung und am 13. Februar 2022 Mitglied der 17. Bundesversammlung. Er wurde auf Vorschlag der Grünen gewählt.
Am 19. März 2017 trat er erneut als Oberbürgermeister-Kandidat der Grünen an und wurde dabei von der CDU unterstützt, die auf einen eigenen Kandidaten verzichtete. Partsch wurde mit 50,4 % der Stimmen bei einer Wahlbeteiligung von 43,9 % im ersten Wahlgang im Amt bestätigt.
Im Jahr 2021 wurde Partsch zum Vizepräsidenten des hessischen Städtetags gewählt.
Für sein Engagement für eine Smart City sowie den flächendeckenden Glasfaserausbau wurde Jochen Partsch im März 2022 vom Bundesverband Breitbandkommunikation (BREKO) als „Digitalpolitiker“ ausgezeichnet.
Anfang Mai 2022 gab Partsch bekannt, nicht für eine dritte Amtszeit zu kandidieren. Seine Amtszeit endete am 25. Juni 2023.